# 町田有也
町田 有也（まちだ ゆうや）は、日本のアニメーションプロデューサー、映画プロデューサー、キュレーター。法政大学経済学部国際経済学科卒、京都芸術大学学芸員課程修了。

## 来歴
カルチュア・コンビニエンス・クラブ、TBSホールディングスの映像ソフト販売事業会社TCエンタテインメント、日本テレビ放送網の配信事業会社Huluを経たのち、アニメーション映画制作会社スタジオ地図のアソシエイトプロデューサーとして、在職中はスタジオの広報、宣伝、SNS、WEBプロモーション、タイアップ、商品化事業、展示関連のイベント事業、書籍やCMの監修、過去作品の二次利用、配給事業、周年事業の企画・プロジェクトマネジメントなど多岐に渡る業務を担当。スタジオ地図有限責任事業組合（LLP）の職務執行者補佐業務も担当した。スタジオ地図退職後は朝日放送グループホールディングスのアニメーション企画・製作会社ABCアニメーションにてアニメーション作品の企画・プロデュースやWeb3領域において事業を行うTHE BATTLEと業務提携を実現するなどの新規事業開発も担当した。現在はアニメーションのプロデュース会社ジェンコのプロデューサー。ABCアニメーション、スタジオ地図の一部業務も継続している。プロデュース作品『ひな (パイロット・フィルム)』 (英題：Hina is Beautiful) パイロット・フィルムが2023年のカンヌ国際映画祭アヌシー・アニメーションショーケースに選出され、カンヌ国際映画祭にて上映された。

## 作品一覧

### 実写映画
- 時をかける少女 (2010年の映画)（2010年）- 製作委員会 - プロモーションプロジェクト
- メンゲキ！（2012年） - 製作委員会
- デスノート Light up the NEW world（2016年） - 製作委員会
- 3月のライオン 前編 / 後編（2017年） - 製作委員会

### 実写ドラマ
- マッスルガール!（2012年） - 製作委員会

### アニメ映画
- サマーウォーズ（2009年） - スペシャルサンクス
- 攻殻機動隊 S.A.C. SOLID STATE SOCIETY 3D（2011年） - スペシャルサンクス
- 009 RE:CYBORG（2012年） - スペシャルサンクス
- おおかみこどもの雨と雪（2012年） - スペシャルサポーターズ
- チベット犬物語 〜金色のドージェ〜（2012年） - ビデオグラム企画・制作
- HELLS（2008年） - ビデオグラム企画・制作（2012年）
- アニメミライ 2013（2012年）- ビデオグラム企画・制作（2012年）・スペシャルサンクス
- アニメミライ 2014（2013年）- ビデオグラム企画・制作（2012年）・スペシャルサンクス
- 思い出のマーニー（2014年） - 協力
- 花とアリス殺人事件（2015年） - スペシャルサンクス
- バケモノの子（2015年） - スペシャルサポーターズ
- ひるね姫 〜知らないワタシの物語〜（2017年） - 製作委員会
- メアリと魔女の花（2017年） - 協力
- ちいさな英雄-カニとタマゴと透明人間-（2018年） - 協力
- 未来のミライ（2018年） - アソシエイトプロデューサー
- サマーウォーズ4DX（2019年） - 企画・監修（共同配給スタジオ地図LLP）
- 時をかける少女 (2006年の映画)4DX（2021年） - 企画・監修（共同配給スタジオ地図LLP）
- 竜とそばかすの姫（2021年） - アソシエイトプロデューサー
- ひな (パイロット・フィルム)（2023年） - プロデューサー

### テレビアニメ
- バトルスピリッツ 覇王（2012年） - ビデオグラム企画・制作
- 世界でいちばん強くなりたい!（2013年） - プロデューサー
- ヤマノススメ セカンドシーズン（2014年） - プロデューサー
- Infini-T Force（2017年） - 製作委員会
- ピッグ - 丘の上のダム・キーパー（2017年）- プロデューサー
- きのこいぬ（2024年）- プロデューサー

### 配信用アニメ
- エンシェンと魔法のタブレット 〜もうひとつのひるね姫〜（2017年） - プロデューサー
- ソウタイセカイ（2017年） - プロデューサー

### 配信用ドラマ
- デスノート NEW GENERATION（2016年） - 製作委員会

### 配信用ドキュメンタリー
- 大友啓史監督×神山健治監督による初対談 Hulu傑作シアター（2017年） - 企画・プロデューサー

- Huluオリジナル 公開直前！「メアリと魔女の花」出演者＆制作陣が語る映画の見どころ（2017年） - 企画

### CM
- 「竜とそばかすの姫」ローソン オリジナルCM（2021年） - プロデューサー[2]
- 「竜とそばかすの姫」ダイハツ ムーヴ キャンバス オリジナルCM（2021年） - 制作進行・監修
- 「竜とそばかすの姫」サントリー クラフトボス オリジナルCM（2021年） - 制作進行・監修
- 「竜とそばかすの姫」トヨタホーム オリジナルCM（2021年） - 制作進行・監修
- 「竜とそばかすの姫」Z会グループ オリジナルCM（2021年） - 制作進行・監修

### イベント
- スタジオ地図の宙(ソラ)と雲展（2021年） - 企画、キュレーション、監修
- スタジオ地図 10th クロスパークin よみうりランド（2021年） - 監修
- スタジオ地図 10th クロスパークin よみうりランド「HANA・BIYORI」“花×デジタル”アートショー（2021年） - 監修
- SCRAP サマーウォーズ「AIによる世界支配からの脱出」（2021年） - 監修

### 商品化事業
- サマーウォーズ10周年事業（2019年-2020） - プロジェクトマネジメント、企画、監修
- スタジオ地図10周年事業（2020年-2021） - プロジェクトマネジメント、企画、監修

### 書籍
- ガルパンの秘密: 美少女戦車アニメのファンはなぜ大洗に集うのか（2014年） - 取材協力
- 竜とそばかすの姫 オフィシャルガイドブック U（2021年） - 協力、監修
- 細田守とスタジオ地図の10年 (キネマ旬報ムック)（2021年） - 発案、企画協力、監修
- でほぎゃらりーARTBOOK （2021年） - 協力
- THE MAN WHO LEAPT THROUGH FILM 細田守の芸術世界 チャールズ・ソロモン著（2022年） - 取材協力